# Avenged Sevenfold (musikalbum)
Avenged Sevenfold är ett musikalbum av metalbandet Avenged Sevenfold, utgivet i oktober 2007. På albumet finns hitarna Almost Easy, Afterlife och Dear God. Albumet inkluderar också den mycket annorlunda låten "A Little Piece of Heaven".

## Låtlista
1. "Critical Acclaim" - 5:14 - (M. Shadows or Matt Davies/Synyster Gates or Darran Smith/Zacky Vengeance or Kris Coombs-Roberts/Johnny Christ or Gareth Davies/Jimmy "The Rev" Sullivan or Ryan Richards)
2. "Almost Easy" - 3:53 - (Jimmy "The Rev" Sullivan or Ryan Richards)
3. "Scream" - 4:48 - (M. Shadows or Matt Davies/Synyster Gates or Darran Smith/Zacky Vengeance or Kris Coombs-Roberts/Johnny Christ or Gareth Davies/Jimmy "The Rev" Sullivan or Ryan Richards)
4. "Afterlife" - 5:52 - (Jimmy "The Rev" Sullivan or Ryan Richards)
5. "Gunslinger" - 4:12 - (M.Shadows or Matt Davies, Synyster Gates or Darran Smith)
6. "Unbound (The Wild Ride)"- 5:12 - (M. Shadows or Matt Davies/Synyster Gates or Darran Smith/Zacky Vengeance or Kris Coombs-Roberts/Johnny Christ or Gareth Davies/Jimmy "The Rev" Sullivan or Ryan Richards)
7. "Brompton Cocktail" - 4:13 - (Jimmy "The Rev" Sullivan or Ryan Richards)
8. "Lost" - 5:02 - (M. Shadows or Matt Davies/Synyster Gates or Darran Smith/Zacky Vengeance or Kris Coombs-Roberts/Johnny Christ or Gareth Davies/Jimmy "The Rev" Sullivan or Ryan Richards)
9. "A Little Piece of Heaven"- 8:02 - (Jimmy "The Rev" Sullivan or Ryan Richards)
10. "Dear God" - 6:34 - (M.Shadows or Matt Davies, Synyster Gates or Darran Smith)